# جاكي روس
جاكي روس (بالإنجليزية: Jackie Ross)‏ هي موسيقية أمريكية، ولدت في 30 يناير 1946 في سانت لويس في الولايات المتحدة.

## وصلات خارجية
- جاكي روس على موقع ميوزك برينز (الإنجليزية)
- جاكي روس على موقع أول ميوزيك (الإنجليزية)
- جاكي روس على موقع ديسكوغز (الإنجليزية)